# Snøhetta (montagne)
Pour l’article homonyme, voir Snøhetta.
Le Snøhetta est un sommet de Norvège, formant le point culminant du massif du Dovrefjell avec 2 286 mètres d'altitude.
Il fait partie du parc national de Dovrefjell-Sunndalsfjella.
Son nom, formé par les radicaux snø « neige » et hette « chaperon », signifie « chaperonné de neige ».